# Wellington Priori
Wellington Cirino Priori (* 21. Februar 1990 in São Paulo), auch bekannt als Wellington, ist ein brasilianischer Fußballspieler.

## Karriere
Wellingtons erster Verein war Brasil de Farroupilha. Nach drei Jahren unterschrieb er einen Vertrag beim São José EC. 2014 wechselte er nach Thailand zum dortigen Erstligisten Army United. Der Verein aus der thailändischen Hauptstadt Bangkok spielte in der ersten Liga, der Thai Premier League. Hier unterschrieb er einen Zweijahresvertrag. 2014 absolvierte er für Army 22 Erstligaspiele und schoss dabei ein Tor. 2015 wurde er zum Zweitligisten Pattaya United nach Pattaya ausgeliehen. Hier schoss er fünf Tore in 19 Spielen und hat damit erheblichen Anteil am Aufstieg des Vereins in die erste Liga. Nach dem erfolgreichen Jahr in Pattaya wechselte er 2016 in die südkoreanische K-League zu Gwangju FC. Hier spielte er während der Hinserie dreimal und wechselte zur Rückserie in die Indian Super League zu NorthEast United FC, einem Verein, der in Guwahati beheimatet ist. Für das Team stand er zwölfmal auf dem Platz. 2017 kehrte er nach Thailand zu Pattaya United zurück. In der Saison kam er auf 29 Einsätze und er schoss dabei drei Tore. 2018 zog es ihn wieder nach Indien. Hier schloss er sich dem Jamshedpur FC an. Für Jamshedpur spielte er neunmal und schoss drei Tore. Seit 2018 spielt er wieder in seiner Heimat Brasilien. Hier schloss er sich Botafogo FR aus Rio de Janeiro an. Botafogo FR spielt in der höchsten Spielklasse des Landes, der Série A. In dieser Saison absolvierte er 9 Spiele und schoss 3 Tore. Im März 2019 wechselte er nach Bangladesch. Hier verpflichtete ihn Abahani Ltd. Dhaka. Der Verein aus Dhaka spielte in der Bangladesh Premier League, der Ersten Liga des Landes. Für den Club stand er einmal auf dem Spielfeld. Am 31. Juli 2019 endete sein Vertrag. Ab August war er vereinslos. Anfang 2020 unterschrieb er wieder einen Vertrag in Thailand, wo er für den Trat FC aus Trat in der Ersten Liga spielt. Nach drei Erstligaspielen wurde der Vertrag Ende Juni 2020 aufgelöst. Von Juli 2020 bis Ende 2020 war Wellington vertrags- und vereinslos. Im Dezember 2020 unterschrieb er einen Vertrag beim Erstligaabsteiger Chainat Hornbill FC in Chainat. Für Chainat absolvierte er 43 Ligaspiele. Nach der Saison 2021/22 wurde sein Vertrag nicht verlängert. Sein ehemaliger Verein Jamshedpur FC aus Indien nahm ihn im August 2022 abermals unter Vertrag. Nach sechs Ligaspielen wurde im Dezember 2022 sein Vertrag aufgelöst. Im Januar 2023 kehrte er wieder nach Thailand zurück. Hier schloss er sich seinem ehemaligen Verein Chainat Hornbill an. In der Rückrunde bestritt er zwölf Zweitligaspiele für den Klub. Im Sommer 2023 wechselte er in die erste Liga, wo er sich dem Police Tero FC anschloss. Am Ende der Saison 2023/24 belegte er mit Police Tero den 15. Tabellenplatz und musste somit in die zweite Liga absteigen. Nach 20 Ligaspielen wurde sein Vertrag nach dem Abstieg im Sommer 2024 nicht verlängert. Ende Juli 2024 schloss er sich dem Zweitligisten Ayutthaya United FC an. Am Ende der Saison 2024/25 feierte er mit Ayutthaya die Vizemeisterschaft der zweiten Liga sowie den Aufstieg in die erste Liga.

## Erfolge
Pattaya United
- Thailändischer Zweitligavizemeister: 2015   ▲

Ayutthaya United FC
- Thailändischer Zweitligavizemeister: 2024/25  ▲